# Charlotte Kool
Charlotte Kool (Blaricum, 6 maggio 1999) è una ciclista su strada olandese che corre per il team Fenix-Deceuninck. Attiva come Elite dal 2020, nel 2023 ha vinto una tappa alla Vuelta Femenina e la classifica generale della RideLondon Classique e nel 2024 due tappe al Tour de France.

## Palmarès
- 2021 (NXTG Racing, due vittorie)

2ª tappa, 1ª semitappa Baloise Ladies Tour (Cadzand > Knokke-Heist)
Grand Prix d'Isbergues
- 2022 (Team DSM, due vittorie)

Grote Prijs Eco-Struct
3ª tappa Holland Ladies Tour (Gennep > Gennep)
- 2023 (Team DSM, tredici vittorie)

1ª tappa UAE Tour (Port Rashid > Dubai Harbour)
4ª tappa UAE Tour (Abu Dhabi > Abu Dhabi)
2ª tappa La Vuelta Femenina (Orihuela > Pilar de la Horadada)
Omloop der Kempen Ladies
1ª tappa RideLondon Classique (Saffron Walden > Colchester)
3ª tappa RideLondon Classique (Londra > Londra)
Classifica generale RideLondon Classique
Prologo Baloise Ladies Tour (Vlissingen > Vlissingen)
1ª tappa Baloise Ladies Tour (Zwevegem > Zwevegem)
2ª tappa Baloise Ladies Tour (Zulte > Zulte)
3ª tappa, 1ª semitappa Baloise Ladies Tour (Breskens > Knokke-Heist)
1ª tappa Holland Ladies Tour (Ede > Ede)
3ª tappa Holland Ladies Tour (Emmeloord > Lelystad)
- 2024 (Team DSM, tre vittorie)

2ª tappa Baloise Ladies Tour  (Zulte > Zulte)
1ª tappa Tour de France  (Rotterdam > The Hague)
2ª tappa Tour de France  (Dordrecht > Rotterdam)

### Altri successi
- 2023 (Team DSM)

Classifica a punti UAE Tour
Classifica a punti RideLondon Classique

## Piazzamenti

### Grandi Giri
- Giro d'Italia

2022: 104ª
- Tour de France

2022: ritirata (4ª tappa)
2023: fuori tempo massimo (7ª tappa)
2024: ritirata (7ª tappa)
- Vuelta a España

2023: ritirata (4ª tappa)
2024: 91ª

### Competizioni continentali
- Campionati europei

Monaco di Baviera 2022 - In linea Elite: 44ª